# 田舛彦介
田舛 彦介（たます ひこすけ、1920年8月20日 - 2004年7月22日）は、元卓球選手。卓球用品総合メーカー株式会社タマスの創業者。山口県柳井町（現・柳井市）出身。

## 経歴
旧制柳井商業学校 (現・山口県立柳井商工高等学校) 卒業。
1946年、全日本卓球選手権大会では男子シングルス決勝で藤井則和に0-2で敗れ準優勝。
1949年、田中良子と出場した全日本選手権混合ダブルス決勝で本庄俊彦 / 西村登美江組を2-0で下し、優勝。
1950年、卓球用品総合メーカー株式会社タマスを創業した。
1957年、『卓球レポート』を創刊した。
1983年、バタフライ卓球道場を建設した。
株式会社タマスは、ブランド名であるBUTTERFLY（バタフライ）として知られている。
「選手を花にたとえるならば、私たちはその花に仕える蝶でありたい」との田舛彦介の考えから命名された。

## 主な戦績
1946年
- 全日本卓球選手権大会 男子シングルス 準優勝

1949年
- 全日本卓球選手権大会 混合ダブルス 優勝（田中良子ペア）

## 著書
- 『卓球』（スポーツ入門双書 4）ベースボール・マガジン社、1960年
- 『卓球は血と魂だ』卓球レポート編集部、1983年10月